# Munizip Ghadames
Ghadames, arabisch غدامس, DMG Ġadāmis, ist ein ehemaliges Munizip im Westen der Libysch-Arabischen Republik. Hauptstadt war die gleichnamige Stadt Ghadames. Das Munizip ging 2007 im benachbarten Munizip Nalut auf.

## Geographie
Im gesamten Gebiet von Ghadamis lebten 19.000 Menschen (Stand 2003) auf einer Fläche von insgesamt 51.750 km².
Im Westen hatte Ghadamis Grenzen zu den Staaten Algerien und Tunesien.
Im Landesinneren grenzte es wie folgt an die ehemalige Munizipien:
- Munizip Nalut – Nordosten
- Munizip Mizda – Osten
- Munizip Wadi asch-Schati’ – Süden